# Tom Clancy's Ghost Recon Breakpoint
Tom Clancy's Ghost Recon Breakpoint est un jeu vidéo de tir tactique en monde ouvert développé et édité par Ubisoft, sorti le 4 octobre 2019 sur Microsoft Windows, PlayStation 4 et Xbox One.
Il s'agit du onzième jeu de la franchise Tom Clancy's Ghost Recon et du second jeu à présenter un environnement en monde ouvert, dans la lignée de Tom Clancy's Ghost Recon Wildlands. Les environnements de ce jeu sont très variés : montagnes, marécages, mangroves, plaines, fjords, forêts tropicale, etc. Il y a aussi une gestion des événements climatiques, par exemple tempêtes, pluies, vent etc.
Le joueur retrouve Cole D. Walker, incarné par Jon Bernthal, qui, après l'avoir aidé lors du DLC qui faisait office de prologue (Opération Oracle), est ici le principal antagoniste.
À sa sortie, Tom Clancy's Ghost Recon Breakpoint a reçu des avis mitigées de la part des critiques, notamment en raison de sa mécanique et la conception des missions. Le jeu n'a pas répondu aux attentes en matière de ventes et a été un échec commercial. Le support du service en direct pour le jeu a pris fin le 5 avril 2022 peu de temps après qu'Ubisoft a ajouté des jetons non fongibles (NFT) au jeu.

## Synopsis
En 2023, les meurtres politiques propagés par des drones de la firme du milliardaire Jace Skell se multiplient. Après que tout contact a été perdu avec Auroa, île fictive abritant le siège de Skell Technology, l’équipe des Ghosts est envoyée sur l’île.
Cette simple mission de reconnaissance menée par le joueur se transforme en véritable mission de survie, lorsque l’unité est prise d’assaut par les Wolves, d’anciens Ghosts menés par Cole D. Walker et qui ont pris le contrôle de l’île.

## Système de jeu
Le jeu est un jeu de tir tactique à la troisième personne se déroulant en monde ouvert. Le joueur dispose également de plusieurs gadgets améliorables tels que des drones, des grenades de diversions qui peuvent être débloqués et améliorés grâce à des ressources que le joueur peut récupérer dans le monde, aussi bien en explorant des installations que dans des missions secondaires où le joueur doit récupérer des ressources en arrêtant des convois, en volant des avions remplis de matériels et d'autres missions secondaires nombreuses.

## Développement
Ubisoft a récemment évoqué les critiques qui tournent autour de Ghost Recon Breakpoint et Joe Gingras, développeur du titre, a expliqué avoir fait au mieux dans le temps imparti. 
C'est Joe Gingras, directeur de la réalisation du jeu qui était récemment invité pour une interview pour le site 3Djuegos. Et l'échange s'est largement articulé autour de Ghost Recon : Breakpoint, actuellement largement critiqué pour ses nombreux bugs.[réf. nécessaire]
Le titre divise ainsi les critiques et l'on rapporte tantôt du réchauffé, tantôt du génie au sein du titre d'Ubisoft. Mais tous s'accordent à dire, y compris les joueurs les plus fans de la franchise, que le titre est truffé de bugs qui polluent l'expérience.

## Accueil

### Critique
Tom Clancy's Ghost Recon Breakpoint a reçu des critiques "mixtes ou moyennes" de la part des critiques, selon l'agrégateur de critiques Metacritic. Le jeu a été décrit comme "décevant" et "misérable", avec des critiques pour sa mécanique et sa conception de mission.
GameSpot a dit que "Breakpoint est un méli-mélo désordonné d'idées disparates, tirant divers aspects d'autres jeux Ubisoft et les en les enferrant, à moitié cuits et hors de propos. Sa caractéristique déterminante se résume à la façon dont l'ensemble est générique et rassé."
PCGamesN, écrit "Breakpoint a l'habitude de ne jamais s'engager pleinement dans les nouveaux éléments qu'il introduit". L'un des exemples est le niveau d'épuisement, qui, selon le critique, ne limite pas beaucoup le joueur, de toute façon. De plus, d'après l'examen, il semble que le joueur dispose d'un approvisionnement illimité de bandages, ce qui rend la guérison trop facile et le système de blessures inutile. De même, Destructoid note que les aspects de survie du jeu peuvent être ignorés, car "les pénalités pour ne pas s'engager avec eux sont minces".

### Ventes
La version PlayStation 4 de Tom Clancy's Ghost Recon Breakpoint s'est vendue à 54 733 exemplaires au cours de sa première semaine de vente au Japon, ce qui en fait le deuxième jeu de détail le plus vendu de la semaine dans le pays. Trois semaines après sa sortie, le PDG d'Ubisoft, Yves Guillemont, a déclaré que les chiffres de vente globaux du jeu avaient été décevants. Le jeu est considéré comme un échec commercial.